# L'Alou (Rupit i Pruit)
L'Alou és una masia amb elements gòtics i historicistes de Rupit i Pruit (Osona) inclosa a l'Inventari del Patrimoni Arquitectònic de Catalunya.

## Descripció
Masia de planta quadrada, coberta a tres vessants i amb el carener paral·lel a la façana, orientada a sud-oest. La cara nord-oest és cega i la nord-est té molt poques obertures. La façana presenta un portal d'arc de mig punt amb un emblema a la dovella central i uns balcons a primer pis amb un arc sinuós i un trencaaigües amb cul de llàntia decorat. El mur sud-est té un balcó a nivell de primer pis amb un arc calat i boniques decoracions i està protegit per un trencaaigües. És construïda amb pedra, arrebossada al damunt i els angles i elements de ressalt són de pedra picada.
L a masoveria és de planta rectangular,amb el cos de migdia més elevat que el de tramuntana, tots dos coberts a dues vessants i amb el carener perpendicular a la façana situada al sud-oest. La part nord-est consta de planta i primer pis amb portal d'arc rebaixat i dues finestres amb espieres. El mur nord-oest té poques obertures. La façana sud-oest presenta un portal adovellat, descentrat de l'edificació, amb una finestra gòtica al damunt, a nivell del primer pis, a les altres són més petites i algunes d'elles motllurades. Es construïda amb pedra picada grisa, blava i groga, els murs són arrebossats i els elements de ressalt de pedra picada.

## Història
L'etimologia del nom és una mostra de l'antiguitat de la casa.
D'altra banda, es troba registrada al fogatge de la parròquia i terme de Sant Andreu de Pruyt de l'any 1553, quan consta com a habitant un tal Joan Alou.
El mas devia sofrir diverses reformes i possiblement canvià el seu emplaçament donat que la masoveria, adossada a la part Sud-oest, dona mostres de més antiguitat que no pas el mas.
A l'emblema de la dovella central es llegeix aquesta llegenda: AVE MARIA PURISIMA 1906.